# Shin Hye-sun
Shin Hye-sun (kor. 신혜선, ur. 31 sierpnia 1989 w Seul) – południowokoreańska aktorka. Zadebiutowała w serialu telewizyjnym Szkoła 2013. W 2017 roku zagrała swoją pierwszą główną rolę i zyskała szeroką rozpoznawalność dzięki dramatowi My Golden Life, który przyciągnął ponad 8 milionów widzów. Jest również znana ze swoich innych głównych ról w koreańskich dramach, takich jak Still 17 (2018), Angel's Last Mission: Love (2019), Mr. Queen (2020–2021), See You in My 19th Life (2023) i Witamy w Samdal-ri (2023–2024).

## Życiorys i kariera

### 2012–2016: Początki kariery i mniejsze role
Zadebiutowała jako aktorka w serialu telewizyjnym Szkoła 2013, będącym częścią długotrwałej serii School, po pomyślnym przejściu przesłuchania do roli uczennicy. Zagrała drugoplanową postać o tym samym imieniu, co jej własne.
W 2015 roku zaczęła zdobywać większe role, występując w serialach Oh My Ghost i Ona była piękna. Choć oba tytuły były komediami romantycznymi, jej postacie różniły się od siebie znacząco.

### 2016–2017: Przełom
Przełom w karierze Shin Hye-sun nastąpił w 2016 roku dzięki roli w serialu Five Enough. Jej rola łatwowiernej, naiwnie romantycznej kobiety oraz jej ekranowy duet z aktorem Sung Hoonem zdobyły popularność wśród widzów. W tym samym roku wystąpiła także w dramacie Legenda błękitnego morza.
W 2017 roku Shin Hye-sun zagrała w thrillerze A Dayy, a następnie wcieliła się w kluczową postać w cenionym serialu kryminalnym Stranger. Wkrótce potem została obsadzona w swojej pierwszej głównej roli w telewizyjnym dramacie My Golden Life emitowanym na KBS2. Dramat okazał się ogromnym hitem w Korei Południowej, osiągając ponad 40% oglądalności, co przyczyniło się do wzrostu jej rozpoznawalności. Dzięki sukcesowi serialu otrzymała liczne propozycje od branży reklamowej oraz producentów filmów i seriali.

### 2018–2019: Postacie artystyczne
W 2018 roku została obsadzona w głównej roli w specjalnym dramacie SBS The Hymn of Death u boku Lee Jong-suk. Zagrała rolę Yun Sim-deok, pierwszej profesjonalnej śpiewaczki operowej w Korei.
W tym samym roku zagrała u boku Yang Se-jonga w komedii romantycznej SBS Still 17, wcielając się w rolę aspirującej skrzypaczki, której życie zostało wywrócone do góry nogami z powodu wypadku.
W 2019 roku zagrała w romansie Angel's Last Mission: Love na KBS2 u boku Kim Myung-soo, wcielając się w rolę baleriny, która nie jest zainteresowana miłością.

### Od 2020: Debiut filmowy i rosnąca popularność
W 2020 roku została obsadzona w swojej pierwszej głównej roli w filmie Innocence, gdzie zagrała prawniczkę, która postanawia bronić swoją matkę (Bae Jong-ok) przed oskarżeniami. Otrzymała pozytywne recenzje za swoją rolę i została nominowana w kategorii Najlepsza Nowa Aktorka na 41. Blue Dragon Film Awards.
W listopadzie pojawiła się w filmie Collecters u boku Lee Je-hoona, grając kuratorkę sztuki Yoon. Następnie wystąpiła w hitowym dramacie tvN Mr. Queen w podwójnej roli: Kim So-yong (Królowa Cheorin) oraz Jang Bong-hwana, kucharza z 2020 roku, którego dusza cofa się w czasie i zostaje uwięziona w ciele Kim So-yong. Została nominowana do 57. Baeksang Arts Awards w kategorii Najlepsza Aktorka (TV) za swoją rolę w Mr. Queen oraz w kategorii Najlepsza Nowa Aktorka (Film) za rolę w Innocence.
4 grudnia 2021 roku Shin Hye-sun ponownie przedłużyła kontrakt z YNK Entertainment.
W 2023 roku zagrała główną rolę Ban Ji-eum w serialu See You in My 19th Life  jako kobieta, która pamięta wszystkie swoje poprzednie życia i pragnie nawiązać kontakt z mężczyzną z jej poprzedniego 18. życia. Zagrała również główną rolę w dramacie Witamy w Samdal-ri u boku Ji Chang-wooka.

## Filmografia

### Filmy
| Rok  | Tytuł                | Rola        | Uwagi           |
| ---- | -------------------- | ----------- | --------------- |
| 2014 | One Summer Night     | So-ra       | Krótkometrażowy |
| 2014 | Return Match         | Joo-yeon    | Krótkometrażowy |
| 2014 | The Mother Earth     | Dae-ji      | Krótkometrażowy |
| 2016 | A Violent Prosecutor | Yoon-ah     |                 |
| 2017 | A Day                | Mi-kyung    |                 |
| 2020 | Innocence            | Ahn Jung-in |                 |
| 2020 | Collectors           | Yoon Se-hee |                 |
| 2023 | Don't Buy the Seller | Soo-hyun    |                 |
| 2023 | Brave Citizen        | So Shi-min  |                 |
| 2024 | Following            | Han So-ra   |                 |

### Seriale telewizyjne
| Rok       | Tytuł                       | Rola                                        | Uwagi                                       |
| --------- | --------------------------- | ------------------------------------------- | ------------------------------------------- |
| 2012–2013 | Szkoła 2013                 | Shin Hye-sun                                |                                             |
| 2014      | Angel Eyes                  | Młoda Cha Min-soo                           |                                             |
| 2014      | High School King of Savvy   | Go Yoon-joo                                 |                                             |
| 2014–2015 | Forever Young               | Han Mi-so                                   | Produkcja koreańsko-wietnamska              |
| 2015      | Oh My Ghost                 | Kang Eun-hee                                |                                             |
| 2015      | Ona była piękna.            | Han Seol                                    |                                             |
| 2016      | Five Enough                 | Lee Yeon-tae                                |                                             |
| 2016      | Legenda o Błękitnym Oceanie | Cha Si-ah                                   |                                             |
| 2017–2020 | Stranger                    | Young Eun-soo                               | Sezon 1 – Rola drugoplanowa Sezon 2 – Cameo |
| 2017–2018 | My Golden Life              | Seo Ji-an                                   |                                             |
| 2018      | Still 17                    | Woo Seo-ri                                  |                                             |
| 2018      | The Hymn of Death           | Yun Sim-deok                                |                                             |
| 2019      | Angel's Last Mission: Love  | Lee Yeon-seo                                |                                             |
| 2020–2021 | Mr. Queen                   | Kim So-yong, Queen Cheorin / Jang Bong-hwan |                                             |
| 2023      | See You in My 19th Life     | Ban Ji-eum / Su                             |                                             |
| 2023–2024 | Witamy w Samdal-ri          | Cho Eun-hye / Cho Sam-dal                   |                                             |
| 2024      | To My Haeri                 | Joo Eun-ho                                  |                                             |